# Urocystis irregularis
Urocystis irregularis är en svampart som först beskrevs av Georg Winter, och fick sitt nu gällande namn av Savul. 1951. Urocystis irregularis ingår i släktet Urocystis och familjen Urocystidaceae.   Inga underarter finns listade i Catalogue of Life.